# Улица без излаза (ТВ филм)
„Улица без излаза” је југословенски ТВ филм из 1960. године. Режирао га је Марио Фанели а сценарио је написао Иво Штивичић по делу Џона Голсвортија

## Улоге
| Глумац            | Улога |
| ----------------- | ----- |
| Борис Бузанчић    |       |
| Вања Драх         |       |
| Мате Ерговић      |       |
| Борис Фестини     |       |
| Љубица Јовић      |       |
| Марија Кон        |       |
| Јован Личина      |       |
| Младен Шермент    |       |
| Фабијан Шоваговић |       |